# Karolina Michalczuk
Karolina Michalczuk (ur. 6 grudnia 1979 w Brzezicach) – polska bokserka, mistrzyni świata amatorek, dwukrotna mistrzyni Europy, olimpijka z 2012. Zawodniczka klubu Paco Lublin.

## Życiorys
Startuje w kategoriach do 54 kg i do 51 kg, a wcześniej do 57 kg (zdobyła w tej kategorii srebro w mistrzostwach Europy 2003).
Mistrzyni Europy z Tønsberg (2005) i Mikołajowa (2009). 
Zdobywczyni brązowych medali w Vejle (2007) i Rotterdamie (2011).
W 2006 roku w mistrzostwach świata w New Delhi Michalczuk zdobyła srebrny medal. Dwa lata później w Ningbo zdobyła złoty medal (w kategorii do 54 kg) w mistrzostwach świata w boksie amatorskim. To pierwszy złoty medal w historii dotychczasowych startów reprezentantek Polski w mistrzostwach świata. W 2010 roku w Bridgetown nie zdołała obronić tytułu mistrzyni świata i zdobyła brązowy medal, podobnie jak w 2012 roku w Qinhuangdao.
Uczestniczka igrzysk olimpijskich w 2012 roku. W pierwszej walce w kategorii do 51 kg przegrała z indyjską zawodniczką Mary Kom i nie awansowała do ćwierćfinału.